# المدرسة المعتبية (اليمن)
المدرسة المعتبية هي مؤسسة تعليمية في تعز أنشئت عام 1397 ميلادية أيام الملك الأشرف إسماعيل بن العباس لا تزال باقية وإن أصابها الكثير من الإهمال

## موقعها
تقع هذه المدرسة في الواسطة من مدينة تعز في الجهة الغربية من المدرسة الأشرفية، وما زالت شاخصة حتى اليوم منذ أن قامت ببنائها الجهة الكريمة جهة الطواشي الأجل جمال الدين معتب بن عبد الله الأشرف، زوجة السلطان الملك الأشرف بن إسماعيل الأفضل وأم أولاده العباس وعلي المجاهد المتوفية في زبيد عام (796هـ/1392م).

## البناء
والمدرسة تتألف من صحن مكشوف تحيط به أربعة أروقة أعمقها رواق القبلة والذي تغطيه ست قباب مزينة من الداخل بأنواع شتى من الزخارف المتقنة، قوامها عناصر نباتية وهندسية وكتابية نفذت بالألوان على طبقة من الجص، ويتم الدخول إليها من خلال المدخل الرئيسي الذي يقع في الجهة الجنوبية للمدرسة وقد أضيف إليها عدد من الملاحق أهمها المجلس الغربي المخصص لقراء العلم الشريف الفقهي فروعاً وأصولاً على مذهب الإمام الشافعي، كما خصص الإيوان لتعليم اليتامى القران الكريم.
لقد سكن ودرس في هذه المدرسة الإمام رضا الدين بن الخياط والفقيه حسن بن عبد الرحمن (ت 866هـ/1461م) وكذلك شمس الدين علي بن الياس الحموي الذي قدم إلى اليمن في سنة (797هـ/1394م) والذي كان له الباع الأطول في العلوم كلها، كما درس بها شمس الدين بن سعيد الزبيري المعافري وهو عالم محقق في النحو واللغة والأصول والفرائض وعلم المنطق والجبر والمقابلة.
إن المدارس في العصر الرسولي مهما اختلفت مواقعها كانت ذات تصميم عام متقارب، فالزائر لها يجد أن المدرسة بوجه عام تحتوي على فناء تنتظم حوله الأواويين وغرف الطلبة وقاعات الدرس والمسجد، وألحقت بالكثير منها قاعة لدفن مؤسسها وذلك لقراءة القران الكريم عند استهلال الدروس أو الانتهاء منها.
تفيد زيارة هذه المدرسة الإسلامية كل من يزورها وذلك من خلال التعرف عليها: أولاً، والإطلاع على ما حققت وظائفها المعمارية والفنية من رقي وتقدم على الوجه الأكمل: ثانياً، بفعل معالجتها الإنشائية والمناخية فقد نفذ فيها أفضل المخططات وأتقن التصاميم والعناصر المعمارية والمواد البنائية والعناصر الزخرفية وتمكن المعماري من معالجة المشكلات المناخية والبيئية ليجعل من المدرسة أحد النماذج الرائعة الدالة على الفكر المعماري الأصيل لليمنيين في فترة من أزهى حقبهم الحضارية.